# 6 de 7
El 6 de 7 és un castell de 7 pisos d'alçada i 6 persones per pis.

## Variants
És una construcció d'estructura composta que s'ha fet usant dues configuracions diferents:
- La primera és una estructura molt poc ortodoxa que consisteix en una torre (o dos) central, amb una altra torre (o dos) adossada a cadascuna dels seus dos pilars. El pom de dalt es compon de tres parelles de dosos, una en la torre (o dos) central i els altres parells de dosos a les torres (o dosos) adossades; dos aixecadors que estan als dosos adossats i dos enxanetes. Aquesta estructura el van descarregar els Castellers de Vilafranca el 15 de gener de l'any 1997 a la Diada de Sant Raimon fent així com el primer 6 de 7 descarregat en la història dels castells. Actualment, aquesta variant s'acostuma a fer amb només dues parelles de dosos. En aquest cas cada parella de dosos està composta per un dos dret sobre un component de la torre lateral, i un dos eixancarrat entre un component de la torre central i un de la seva torre lateral adossada

- L'altra manera és semblant a l'estructura de cinc però la diferència que és un quatre amb una torre (o dos) que s'agafa a un dels pilars del quatre. Conté dues parelles de dosos i dos aixecadors. L'enxaneta en canvi és únic i ha de traspassar els dos poms de dalt de manera consecutiva amb dues aletes (primer es carrega el quatre i després la torre). El castell només es considera carregat si l'enxaneta ha fet l'aleta a la torre. Aquesta estructura l'han descarregat també els Castellers de Vilafranca el 7 de juny de 2014 a Lieja (Bèlgica) en el viatge de l'acte "Catalans Want To Vote". És el primer 6 de 7 del segle xxi. Amb aquesta estructura el van descarregar també els Ganàpies de la UAB el 18 de maig de 2023, van esdevenir així la primera colla universitària en assolir-lo.[2]

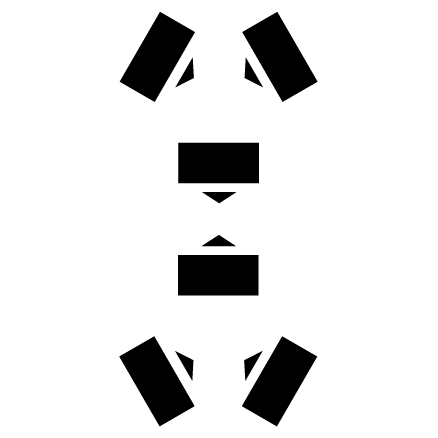
Estructura del tronc i baixos del 6 en la variant 2+2+2, amb una torre central al qual s'adossen dues altres torres.
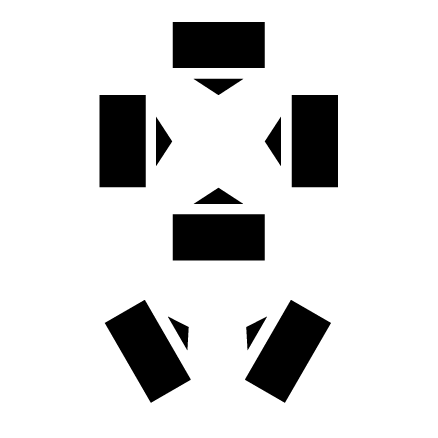
Estructura del tronc i baixos del 6 en la variant 4+2, adossant un 2 a un 4.

## Colles

### Assolit
Actualment hi ha 2 colles castelleres que ha aconseguit carregar el 6 de 7, de les quals totes l'han descarregat. La taula següent mostra la data, diada i plaça en què cada colla l'assolí per primera vegada:
| Núm. | Colla                    | Carregat            | Diada                                      | Plaça                                        | Descarregat         | Diada                                      | Plaça                                        |
| ---- | ------------------------ | ------------------- | ------------------------------------------ | -------------------------------------------- | ------------------- | ------------------------------------------ | -------------------------------------------- |
| 1    | Castellers de Vilafranca | 15 de gener de 1997 | Diada de Sant Raimon                       | Plaça de la Vila; Vilafranca del Penedès     | 15 de gener de 1997 | Diada de Sant Raimon                       | Plaça de la Vila; Vilafranca del Penedès     |
| 2    | Ganàpies de la UAB       | 18 de maig de 2023  | Diada de primavera dels Ganàpies de la UAB | Plaça del Coneixement, Cerdanyola del Vallès | 18 de maig de 2023  | Diada de primavera dels Ganàpies de la UAB | Plaça del Coneixement, Cerdanyola del Vallès |

## Estadística
| Resultat              |
| --------------------- |
| Descarregat (D)       |
| Carregat (C)          |
| Intent (I)            |
| Intent desmuntat (ID) |

Actualitzat a 31 de desembre de 2024

### Nombre de vegades
Fins a l'actualitat, s'han fet 3 temptatives d'aquest castell per 2 colles que en tots casos han aconseguit descarregar.
| Núm.        | Colla                    | D    | C  | I  | ID | Total |
| ----------- | ------------------------ | ---- | -- | -- | -- | ----- |
| 1           | Castellers de Vilafranca | 2    | 0  | 0  | 0  | 2     |
| 2           | Ganàpies de la UAB       | 1    | 0  | 0  | 0  | 1     |
| Total       | Total                    | 3    | 0  | 0  | 0  | 3     |
| Percentatge | Percentatge              | 100% | 0% | 0% | 0% | 100%  |

### Poblacions
Fins a l'actualitat el 6 de 7 s'ha intentat a tres poblacions.
| Núm.  | Població               | D | C | I | ID | Total |
| ----- | ---------------------- | - | - | - | -- | ----- |
| 1     | Vilafranca del Penedès | 1 | 0 | 0 | 0  | 1     |
| 2     | Lieja                  | 1 | 0 | 0 | 0  | 1     |
| 3     | Cerdanyola del Vallès  | 1 | 0 | 0 | 0  | 1     |
| Total | Total                  | 3 | 0 | 0 | 0  | 3     |